# Babilon MMA

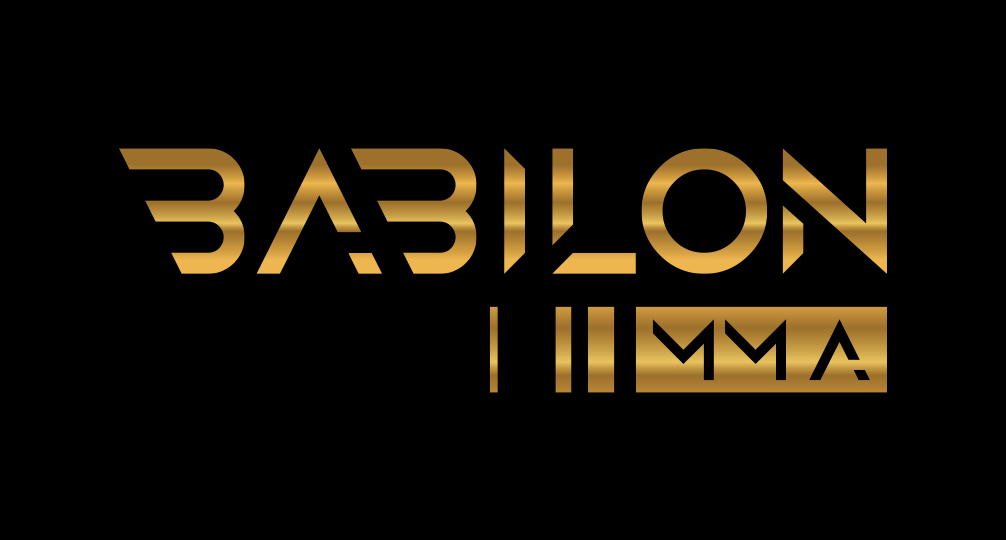
Logo

Babilon MMA – polska organizacja promująca walki na zasadach MMA, założona w 2017 przez promotora bokserskiego i założyciela firmy „Babilon Promotion” - Tomasza Babilońskiego oraz Przemysława Kroka - współzałożyciela oraz Członka Zarządu ds. Rozwoju Biznesu Grupy Babilon MMA.

## Historia
Podczas pierwszej historycznej gali Babilon MMA 1: Seaside Fight w walce wieczoru zmierzyli się polscy weterani tego sportu m.in. Michał Fijałka oraz Marcin Łazarz. Pojedynek po świetnej trzyrundowej batalii zwyciężył „Sztanga”. Znany z występów dla KSW, Gracjan Szadziński znokautował w pierwszej rundzie rywala z Białorusi. Daniel Skibiński poddał duszeniem barkiem z pozycji bocznej, Łukasza Szczerka w drugiej rundzie.
W klatce organizacji Babilon MMA karierę w mieszanych sztukach walki rozwijał między innymi mistrz olimpijski Szymon Kołecki, który występował na galach Babilon MMA numerowanych od 2 do 5 przez półtora roku – od 2 grudnia 2017 roku do 18 sierpnia 2018.
Daniel Skibiński oraz Paweł Pawlak mając po dwa zwycięstwa w federacji zostali zestawieni w walce o mistrzowski pas wagi półśredniej. Pojedynek odbył się 15 grudnia 2018 roku w Raszynie na Babilon MMA 6, a zwyciężył go i tym samym stał się pierwszym historycznym mistrzem „Skiba”, który pewnie wypunktował rywala na przestrzeni pięciu rund. Na tej samej gali Szymon Kołecki zanotował pierwszą porażkę, ulegając młodemu prospektowi Michałowi Bobrowskiemu. Udane występy zaliczyli m.in. Rafał Haratyk po pokonaniu jednogłośnie Macieja Różańskiego, Łukasz Brzeski który znokautował w drugiej rundzie Michała Orkowskiego czy Damian Zorczykowski poddał Adriana Kępe, także w drugiej odsłonie.
We wrześniu 2019 Tomasz Babiloński ogłosił współpracę z federacją Fight Exclusive Night, która miała miejsce na październikowej gali Babilon MMA 10 w Kopalnia Soli „Wieliczce”, gdzie w głównej walce zmierzyli się, mistrz Daniel Rutkowski w starciu z mistrzem FEN, Adrianem Zielińskim. Na szali w stawce pojedynku były te dwa pasy mistrzowskie w kategorii piórkowej. Zwycięzcą tej walki został popularny „Rutek”, pokonując rywala jednogłośną decyzją sędziowską. Ponad rok później doszło do rewanżowego pojedynku zawodników, jednak tym razem na gali FEN 31: Lotos Fight Night Łódź. Początkowo walka miała toczyć się ponownie o dwa pasy mistrzowski (w posiadaniu Rutkowskiego), jednak Zieliński nie wypełnił limitu wagowego, w związku z tym ten status zdjęto. 28 listopada Rutkowski zwyciężył po raz drugi takim samym werdyktem co poprzednio.
18 września 2022 Babilon MMA nawiązało współpracę z federacją Carpathian Warriors. 1 października tego samego roku w Rzeszowie, odbyła się gala Carpathian Warriors 10: Road to Babilon, na której odbyło się aż 14 walk jednego wieczoru. Najlepsi, wybrani zawodnicy z tamtego eventu mieli otrzymać kontrakty na wyłącznościowe walki dla Babilon MMA. Zaś kontrakt zdobył tylko jeden zawodnik Patryk Ożóg.

## Kategorie wagowe
- Kogucia (do 61 kg / 135 lb)
- Piórkowa (do 66 kg / 145 lb)
- Lekka (do 70 kg / 155 lb)
- Półśrednia (do 77 kg / 170 lb)
- Średnia (do 84 kg / 185 lb)
- Półciężka (do 93 kg / 205 lb)
- Ciężka (do 120 kg / 265 lb)

## Mistrzowie Babilon MMA

### Aktualni mistrzowie
| Kategoria  | Waga        | Mistrz               | Od                                 | Obrony tytułu |
| ---------- | ----------- | -------------------- | ---------------------------------- | ------------- |
| Ciężka     | ponad 93 kg |                      |                                    |               |
| Półciężka  | do 93 kg    |                      |                                    |               |
| Średnia    | do 84 kg    | Adrian Błeszyński    | 24 listopada 2023 (Babilon MMA 41) | 1             |
| Półśrednia | do 77 kg    |                      |                                    |               |
| Lekka      | do 70 kg    | Krzysztof Mendlewski | 22 marca 2024 (Babilon MMA 43)     | 2             |
| Piórkowa   | do 66 kg    | Paweł Polityło       | 1 czerwca 2023 (Babilon MMA 45)    | 1             |
| Kogucia    | do 61 kg    |                      |                                    |               |

### Historia

#### Waga ciężka
| Nr    | Mistrz                                 | Od                               | Do          | Obrony tytułu |
| ----- | -------------------------------------- | -------------------------------- | ----------- | --- |
| 1.    | Oli Thompson (pokonał Marcina Sianosa) | 9 sierpnia 2024 (Babilon MMA 46) | marzec 2025 | |
| Wakat | Wakat                                  |                                  |             | Thompson przegrał w walce non-title z Szymonem Kołeckim 7 grudnia 2024 (Babilon MMA 50) i zrezygnował z rewanżu i obrony pasa (miał czas na decyzję do marca 2025). |

#### Waga półciężka (do 93 kg)
| Nr    | Mistrz                                              | Od                            | Do   | Obrony tytułu                                      |
| ----- | --------------------------------------------------- | ----------------------------- | ---- | -------------------------------------------------- |
| 1.    | Łukasz Sudolski (pokonał Edersona Cristiana Macedo) | 8 lipca 2022 (Babilon MMA 30) | 2022 |                                                    |
| Wakat | Wakat                                               |                               |      | Sudolski wypełnił umowę i podpisał kontrakt z KSW. |

#### Waga średnia (do 84 kg)
| Nr         | Mistrz                                       | Od                                 | Do              | Obrony tytułu |
| ---------- | -------------------------------------------- | ---------------------------------- | --------------- | --- |
| 1.         | Paweł Pawlak (pokonał Adriana Błeszyńskiego) | 28 listopada 2020 (Babilon MMA 18) | 6 sierpnia 2021 | - pokonał Siergieja Guzewa 30 kwietnia 2021 (Babilon MMA 21)                                                                                 |
| Wakat      | Wakat                                        |                                    |                 | Pawlak wypełnił umowę i podpisał kontrakt z KSW.                                                                                             |
| 2.         | Piotr Wawrzyniak (pokonał Adama Łagune)      | 3 czerwca 2022 (Babilon MMA 28)    | grudzień 2023   | - pokonał Adriana Błeszyńskiego 21 kwietnia 2023 (Babilon MMA 35)                                                                            |
| Wakat      | Wakat                                        |                                    |                 | Wawrzyniak wypełnił umowę i podpisał kontrakt z Oktagon MMA.                                                                                 |
| Tymczasowy | Adrian Błeszyński (pokonał Filipa Tomczaka)  | 24 listopada 2023 (Babilon MMA 41) | grudzień 2023   | |
| 3.         | Adrian Błeszyński                            | grudzień 2023                      | aktualny        | Po odejściu Wawrzyniaka z federacji pełnoprawnym mistrzem stał się Błeszyński. - pokonał Samuela Vogta 12 października 2024 (Babilon MMA 48) |

#### Waga półśrednia (do 77 kg)
| Nr         | Mistrz                                         | Od                                 | Do               | Obrony tytułu |
| ---------- | ---------------------------------------------- | ---------------------------------- | ---------------- | --- |
| 1.         | Daniel Skibiński (pokonał Pawła Pawlaka)       | 15 grudnia 2018 (Babilon MMA 6)    | 13 stycznia 2021 | - pokonał Lom-Ali Nalgiewa 13 grudnia 2019 (Babilon MMA 11) - pokonał Kirilla Medvedovskiego 28 sierpnia 2020 (Babilon MMA 15) |
| Wakat      | Wakat                                          |                                    |                  | Skibiński nie przedłużył kontraktu z federacją.                                                                                |
| 2.         | Łukasz Siwiec (pokonał Konrada Rusińskiego)    | 11 listopada 2022 (Babilon MMA 32) | 2023             | |
| Tymczasowy | Tymoteusz Łopaczyk (pokonał Marka Jakimowicza) | 22 września 2023 (Babilon MMA 38)  | 2023             | |
| 3.         | Tymoteusz Łopaczyk                             | 22 września 2023 (Babilon MMA 38)  | 17 maja 2024     | Po odejściu Siwca z federacji pełnoprawnym mistrzem stał się Łopaczyk.                                                         |
| Wakat      | Wakat                                          | 17 maja 2024                       | nadal            | Łopaczyk wypełnił umowę i podpisał kontrakt z KSW.                                                                             |

#### Waga lekka (do 70 kg)
| Nr    | Mistrz                                                | Od                                   | Do            | Obrony tytułu |
| ----- | ----------------------------------------------------- | ------------------------------------ | ------------- | --- |
| 1.    | Piotr Niedzielski (pokonał Ivana Vulchina)            | 11 września 2021 (Babilon MMA 24)    | 2022          | |
| Wakat | Wakat                                                 |                                      |               | Niedzielski wypełnił umowę i podpisał kontrakt z Bellator MMA.                                                        |
| 2.    | Mateusz Makarowski (pokonał Filipa Lamparskiego)      | 7 października 2023 (Babilon MMA 40) | 22 marca 2024 | |
| 3.    | Krzysztof Mendlewski (pokonał Mateusza Makarowskiego) | 22 marca 2024 (Babilon MMA 43)       | aktualny      | - pokonał Filipa Lamparskiego 7 grudnia 2024 (Babilon MMA 50) - pokonał Marcina Skrzeka 17 maja 2025 (Babilon MMA 52) |

#### Waga piórkowa (do 66 kg)
| Nr    | Mistrz                                             | Od                                | Do                                | Obrony tytułu                                                        |
| ----- | -------------------------------------------------- | --------------------------------- | --------------------------------- | -------------------------------------------------------------------- |
| 1.    | Daniel Rutkowski (pokonał Damiana Zorczykowskiego) | 31 maja 2019 (Babilon MMA 8)      | 27 września 2021                  | - pokonał Adriana Zielińskiego 26 października 2019 (Babilon MMA 10) |
| Wakat | Wakat                                              | 27 września 2021                  | 10 czerwca 2022                   | Rutkowski wypełnił umowę i podpisał kontrakt z KSW.                  |
| 2.    | Piotr Kacprzak (pokonał Damiana Zorczykowskiego)   | 10 czerwca 2022 (Babilon MMA 29)  | 30 września 2023 (Babilon MMA 39) | - pokonał Krzysztofa Mendlewskiego 27 stycznia 2023 (Babilon MMA 34) |
| 3.    | Szymon Rakowicz (pokonał Piotra Kacprzaka)         | 30 września 2023 (Babilon MMA 39) | 1 czerwca 2024 (Babilon MMA 45)   |                                                                      |
| 4.    | Paweł Polityło (pokonał Szymona Rakowicza)         | 1 czerwca 2024 (Babilon MMA 45)   | aktualny                          | - pokonał Błażeja Majdana 22 listopada 2024 (Babilon MMA 49)         |

#### Waga kogucia (do 61 kg)
| Nr | Mistrz              | Od   | Do   | Obrony tytułu |
| -- | ------------------- | ---- | ---- | ------------- |
| 1. | brak (pokonał brak) | brak | brak |               |

## Skład
| Aktualni członkowie | Funkcja                      | Dawni członkowie |
| ------------------- | ---------------------------- | ---------------- |
| Tomasz Babiloński   | Właściciel                   |                  |
| Artur Gwóźdź        | Matchmaker                   |                  |
| Krzysztof Skrzypek  | Głos Babilon MMA             |                  |
| Tomasz Marciniak    | Komentatorzy                 |                  |
| Paweł Wyrobek       | Komentatorzy                 |                  |
| Artur Łukaszewski   | Prowadzący studio            | Jakub Jędryka    |
| Igor Marczak        | Wywiady po walkach           |                  |
| Edward Durda        | Prowadzący ceremonie ważenia |                  |